# Vicente Pallotti
Vincenzo "Vicente" Pallotti (Roma, 21 de abril de 1795 — Roma, 22 de janeiro de 1850) foi um presbítero católico italiano. Foi ordenado padre em 1818 aos 23 anos. Com a sua profunda vida espiritual, suas múltiplas atividades apostólicas e a realização profética do apostolado, influiu de modo relevante na história da Igreja no século XIX. Foi teólogo e doutor em filosofia.

## Biografia
Pallotti viveu num tempo em que foram impostos fundamentos do mundo moderno e de uma nova ordem sócio-política. As ideias do Iluminismo, as turbulências do período napoleônico, o surgimento da questão operária, que culminou no “manifesto comunista”, as tendências liberais, os movimentos nacionalistas na Europa e o desenvolvimento da imprensa são algumas vozes que caracterizaram os tempos de São Vicente Pallotti.
Pallotti confrontava-se com os problemas que dificultavam a vivência da fé e o crescimento das tarefas ligadas ao anúncio do Evangelho nas terras de missão. Diante de tais problemas que a Igreja devia afrontar, Pallotti voltava sua atenção sobre a necessidade urgente de reavivar a fé e de reacender a caridade entre os católicos para anunciar a todos os homens a boa notícia da salvação.
No território da cidade de Roma, ele, com um grupo de colaboradores, desenvolveu uma notável célula de atividades apostólicas e ao mesmo tempo ocupou-se em unir e coordenar tais atividades. Disto nasceu a ideia de fundar uma nova instituição, a União do Apostolado Católico, fundada em 1835, na qual cada batizado participa da missão da Igreja na realização de um fim comum.
Nos múltiplos escritos Pallotti desenvolveu a visão global da obra na Igreja, a fim que a boa notícia pudesse ser levada a todos os homens de maneira ordenada e sistemática.
São Vicente Pallotti morreu no dia 22 de janeiro de 1850 sem ter visto o pleno desenvolvimento da sua obra. Seus colaboradores mais próximos continuaram sua missão, assegurando à Sociedade um posterior desenvolvimento. Vicente Pallotti foi beatificado em 1950 e canonizado em 1963 durante o Concílio Vaticano II, passando a ser chamado São Vicente Pallotti.
O unico santuário no mundo, dedicado ao santo, está localizado na cidade de Ribeirão Claro, no Paraná. 